# Nicola Parravano

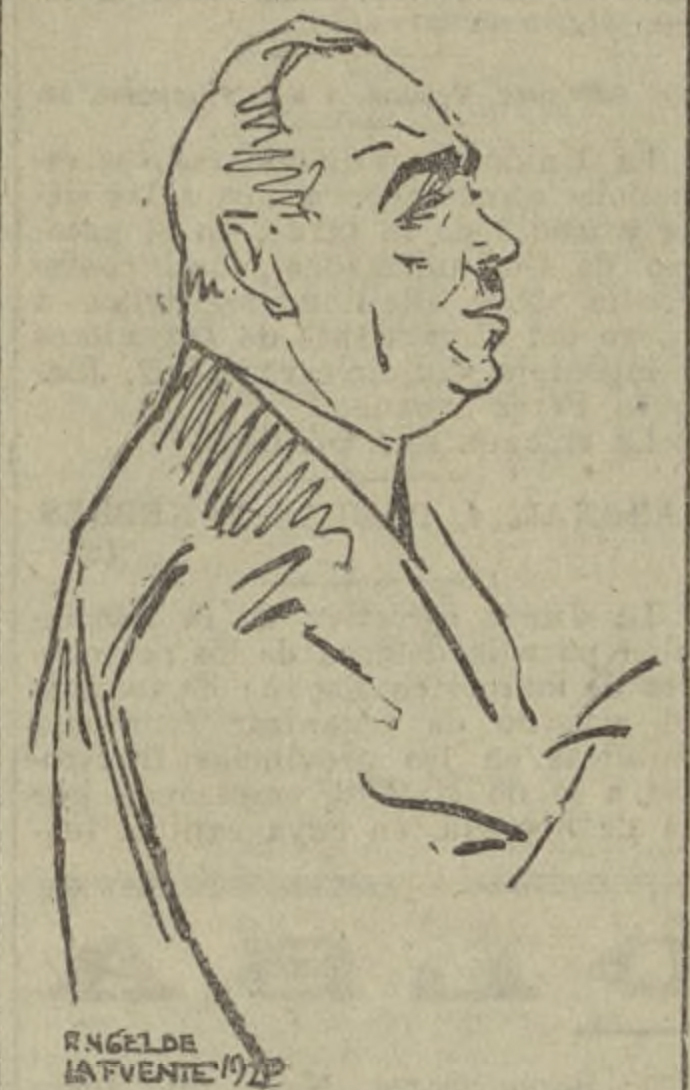
Nicola Parravano

Nicola Parravano (Fontana Liri, 21 luglio 1883 – Fiuggi, 10 agosto 1938) è stato un chimico italiano, membro dell'Accademia d'Italia.

## Biografia
Nato nel 1883 a Fontana Liri, un comune del Frusinate, laureato in chimica all'Università di Roma nel 1904, Nicola Parravano fu allievo di Stanislao Cannizzaro ed Emanuele Paternò.
Il primo giugno 1905 fu iniziato in Massoneria nella Loggia Universo di Roma.  Docente universitario a Padova, Firenze e Roma, fu presidente dell'Unione internazionale di chimica pura e applicata, direttore dell'Istituto di chimica del Consiglio Nazionale delle Ricerche e accademico dei Lincei. Parravano fece parte del primo gruppo degli Accademici d'Italia nominati nel 1929 da Benito Mussolini e fu poi amministratore della stessa Accademia dal 1931 alla sua morte, avvenuta a Fiuggi, a cinquantacinque anni nel 1938. Dal 1934 alla sua morte è stato presidente dell'IUPAC.
Le sue ricerche si rivolsero, prevalentemente, allo studio delle leghe metalliche ternarie e quaternarie  e alla catalisi eterogenea.
È dedicato al suo nome l'Istituto tecnico di Arpino.

## Opere
- Il Sistema ternario, rame-antimonio-bismuto, Roma, Tipografia R. Accademia dei Lincei, 1910.
- Il Sistema ternario argento-stagno-piombo, Roma, Tipografia R. Accademia dei Lincei, 1911.
- Le leghe quaternarie di piombo-cadmio-bismuto-stagno. Memoria, con G. Sirovich, Roma, Tipografia Italia, 1912?
- Corso di chimica docimastica. Anno accademico 1913-14, Padova, La Litotipo, 1914.
- Lezioni di chimica inorganica, Roma, Stabilimento tipo-lit. del Genio Civile, 1928.
- Le leghe di zinco e manganese, Roma, Tipografia del Senato, G. Bardi, 1930.
- La chimica e la fertilizzazione del suolo in Italia. Rapporto tenuto nella XIX Riunione della Società italiana per il progresso delle scienze, Bolzano-Trento, 7-15 settembre 1930, Milano, [s.n.], 1930.
- Struttura e composizione chimica di alcune leghe metalliche, Roma, Reale Accademia d'Italia, 1932.

### Curatele e prefazioni
- Moise Haissinsky, L'atomistica moderna e la chimica, prefazione di Nicola Parravano, Milano, Hoepli, 1930.
- Gastone Guzzoni, Gli acciai comuni e speciali : metallografia, proprieta fisiche e meccaniche ..., prefazione di Nicola Parravano, Milano, U. Hoepli, 1932.
- X Congresso internazionale di chimica, La chimica in Italia, a cura di Nicola Parravano, Roma, Tipografia editrice Italia, 1938.